# مد دیسنت
مد دیسنت (به انگلیسی: Mad Decent) یک ناشر موسیقی آمریکایی مستقر در فیلادلفیا و لس آنجلس است که توسط دیپلو اداره می‌شود. این ناشر کمک به معرفی موسیقی بیل فانک برزیلی و کودورو آنگولایی به کلاب‌های سراسر دنیا کرد. به تازگی مومباهتون نیز به محبوبیت رسیده است. یک سبک از موسیقی رقص الکترونیک که توسط دی‌جی دیو نادا به وجود آمد.